# Lelíček ve službách Sherlocka Holmese
Lelíček în slujba lui Sherlock Holmes (în cehă Lelíček ve službách Sherlocka Holmese) este un film ceh de comedie din 1932 regizat de Karel Lamač, cu Vlasta Burian în rolul principal și Martin Frič ca Sherlock Holmes.

## Distribuție
- Vlasta Burian ca František Lelíček/Regele Fernando XXIII
- Martin Frič ca Sherlock Holmes
- Fred Bulín ca servitorul James
- Lída Baarová ca regină/dublura reginei
- Čeněk Šlégl⁠(d) ca Mareșal Regal
- Eva Jansenová ca însoțitoarea Reginei, Conchita
- Theodor Pištěk⁠(d) ca prim-ministru contele Mendoza
- Eman Fiala⁠(d) ca fotograf/compozitor
- Zvonimir Rogoz⁠(d) ca ofițer regal